# フィーバーカジノ
『フィーバーカジノ』は、1999年8月にSANKYOが発売した、黄金色の巨大なドラムと多彩なドラム演出が特徴的なパチンコ機のシリーズ名。
CRフィーバーカジノRXとCRフィーバーカジノSXとフィーバーカジノDXの3機種がある。

## 概要
ドラム型のデジパチ。黄金色の巨大なドラムを搭載しており、最初に発売されたのはCRフィーバーカジノRXである。兄弟機として、賞球数を抑えて大当たり確率を高くしたCRフィーバーカジノSXと、時短搭載の現金機として発売されたフィーバーカジノDXがある。CR機2機種は確変を搭載しており、10種類ある大当たり図柄のうち赤7•青7•黄7•黒BAR•黄BAR図柄のいずれかが大当たり有効ライン上に揃えば確変に突入する。確変図柄以外が揃う大当たりの場合は通常大当たりとなる。有効ラインは横3ライン、斜め2ラインである。現金機のDXは大当たり図柄によって時短回数が決められており、赤7•青7•黄7図柄のいずれかが揃う大当たりの場合は200回転の時短に突入し、黒BAR•黄BAR図柄のいずれかが揃う大当たりの場合は120回転の時短に突入し、ベル•スイカ•チェリー図柄のいずれかが揃う大当たりの場合は60回転の時短に突入する。プラム•ブドウ図柄のいずれかが揃う大当たりの場合の時短回数は0回なので時短には突入しない。

確変中や時短中は止め打ちを行うことで出玉を増加させることも可能である。通常時に比べて小当たり確率もアップし、小デジタルの変動時間も短くなる。小当たり当選時の電チュー開放時間も長くなり、開放される回数も通常時は1回のところ2回に増える仕様である。
止め打ち手順
①小デジタルが回転開始したら打ち出しSTOP
②扇形ランプが3往復半したら打ち出しを再開

③電チュー開放で打ち出しSTOP 閉鎖で打ち出し!—『パチンコ必勝ガイド 1999 12•4号』p 23

CRフィーバーカジノRXの場合、大当たり判定は0〜630の範囲のカウンターを用いて行われる。スタートチャッカーに玉が入った瞬間にカウンターから数値が取得され、その数値が通常時の場合は0もしくは233の場合に大当たりとなる。確変時は当たりとなる数値が変わり、3•37•113•199•233•311•373•433•557•607のいずれかの数値が取得されれば大当たりとなり、通常時と比べて確率は10倍になる。大当たりを判定するカウンター以外に、大当たり図柄を抽選するカウンターも搭載されている。大当たり図柄を抽選するカウンターの範囲は0〜49で、それぞれの数値ごとに対応した図柄と、どの有効ラインが使用されるかが決められている。2つのカウンターの進行スピードは同調していて、大当たりした場合は、図柄判定用カウンターの数値に対応した大当たり図柄が採用される。ハズレの場合は、左•中•右出目ごとに抽選された図柄をそれぞれ停止させる。その抽選結果に応じて、リーチ•予告•再抽選が順番に決定されていく仕様である。

同時期に発売された機種として、同社から1999年に発売されたフィーバーダンスなどがある。

## スペック
- CRフィーバーカジノRX
  - 賞球数 5&10&15
  - 大当たり最高継続 15R
  - 大当たり確率 1/315.5
  - 確変中大当たり確率　1/63.1
  - 確変突入率　1/2
  - 確変期間　以後1回の大当たりまで　リミッターなし
- CRフィーバーカジノSX
  - 賞球数 5&10&13
  - 大当たり最高継続 15R
  - 大当たり確率 1/293.5
  - 確変中大当たり確率　1/83.9
  - 確変突入率　1/2
  - 確変期間　以後1回の大当たりまで　リミッターなし
- フィーバーカジノDX
  - 賞球数 5&13
  - 大当たり最高継続 16R
  - 大当たり確率 1/224.5
  - 時短突入率　4/5
  - 時短回数
    - 3/10で200回
    - 2/10で120回
    - 3/10で60回

## 図柄
- 赤7
- 青7
- 黄7
- 黒BAR
- 黄BAR
- ベル
- スイカ
- チェリー
- プラム
- ブドウ

## 演出
予告アクションは、画面が白黒に激しく光る「フラッシュ」と、画面が赤く光ると同時にフィーバークィーンⅡの音楽が流れだす「リメンバー」、通り過ぎた出目が戻ってくる「リバース」と、出目が停止する際に甲高い音が発生する「ノイジー」の4種類である。「フラッシュ」と「リメンバー」は、ドラムが回転を開始した時に発生する予告アクションで、「リバース」と「ノイジー」は右出目が停止する時に発生する予告アクションである。「リメンバー」と「ノイジー」は発生頻度は低いが、大当たり信頼度の高い演出である。予告アクションには複合パターンもあり、「フラッシュ」と「ノイジー」が複合すれば大当たりが確定するが、出現率は低い。

リーチアクションは全部で7種類ある。図柄テンパイ後に必ず発生するノーマルリーチと、ノーマルリーチ開始から3周目に効果音が変化して発展する「ロングリーチ」と、ノーマルリーチ開始から2周目にプラス1コマの形でのハズレから発展することがある「サウンドステップリーチ」と「スキップウェーブリーチ」がある。この「サウンドステップリーチ」と「スキップウェーブリーチ」には発展形のSPバージョンがあり、大当たり信頼度はかなり高くなる。他には、ロングリーチ発展後にプラス1コマの形でのハズレから発展することがある「レボリューションリーチ」もある。
縦横無尽に動き回るリーチは計7通り
- ノーマル&ロング

ノーマルは中リールが淡々と進むだけのリーチ。ノーマルが3周目に突入すれば効果音が変化してロングへと発展するが、アクション自体はノーマルと同じで信頼度は低い。
- サウンドステップ&スーパー

「ドレミ…」の音に沿って出目がコマ送りとなるのがサウンドステップ。最終的には1オクターブ高い「ド」で停止すれば大当りとなる。スーパーは必ず大当りか前後1コマでのハズレとなる。
- スキップウェーブ&スーパー

スキップウェーブは中リールが「大きく前進•小さく後退」を繰り返しつつ、その歩幅が段々と小さくなって大当り絵柄が近づいてくるリーチ。予告を伴わずとも期待が持てる唯一のリーチだ。
- レボリューション

ロングが1コマ過ぎでハズれた後、再始動すれば大当り確定の全回転リーチ、レボリューションへと発展する。—『パチンコ必勝ガイド 1999 10•2号』p 6

図柄再抽選機能を搭載しており、大当たり成立後に約28.9%の割合で出現する。再抽選演出はレボリューション以外のリーチで大当たりした場合に発生することがある。この図柄再抽選と全回転のレボリューションは、大当たりが成立しているラインと、どの図柄が揃っているかで図柄変更パターンは限定されている。大当たり図柄や成立するラインによって確変図柄に昇格する割合が異なり、大当たり時に図柄が揃ったラインが、再抽選演出発生後に異なるラインに変わることはない。再抽選が発生すれば確変図柄に必ず変わるパターンも存在する。

## コンシューマ移植
- FEVER～SANKYO公式パチンコシミュレーション(プレイステーション用)
  - 『FEVER～SANKYO公式パチンコシミュレーション』(プレイステーション用、インターナショナルカードシステム、1999年11月11日発売、SLPS-02371、JAN-4997940201016)にCRフィーバーカジノRXが収録。
- FEVER SANKYO公式パチンコシミュレーション for WonderSwan(ワンダースワン用)
  - 『FEVER SANKYO公式パチンコシミュレーション for WonderSwan』(ワンダースワン用、ベック、1999年12月9日発売、SWJBEC002、JAN-4932873820156)にCRフィーバーカジノRXが収録

## サウンドトラック
- 『パチンコ着メロ from SANKYO』 キングレコード、2000年6月7日。KICA-1234。
  - BGMが収録されている。